# フランシス・フィッシャー
フランシス・フィッシャー（Frances Fisher、1952年5月11日 - ）は、イギリス生まれのアメリカ合衆国で活躍する女優。

## 略歴
1952年、イングランド・ハンプシャーに生まれるが、石油関連の仕事をしていた父親の都合でアメリカ・バージニア州やテキサス州で育つ。15歳になるまでに9カ所への引っ越しを余儀なくされた。演劇はバージニア州在住時代から始めており、人気ソープオペラの『The Edge of Night』で女刑事役としてテレビデビュー。同作品には1976年から1981年まで23エピソードに出演した。その後ニューヨークの舞台で活躍し、シェイクスピアやトム・ストッパードなどの作品に出演。徐々にテレビドラマでの仕事も増え、『Strange Luck』や『Becker』などのテレビシリーズに出演した。1983年に『Can She Bake a Cherry Pie?』というタイトルのコメディ映画に出演して映画デビューを果たす。1992年にはクリント・イーストウッドが監督・主演を務めた『許されざる者』へ出演。同作品はアカデミー作品賞をはじめ、出演者のジーン・ハックマン、監督のイーストウッドらもアカデミー賞に輝いた。
特に知名度が上がったのは1997年に出演した『タイタニック』で、ケイト・ウィンスレット演じるヒロインの冷血な母親を演じた。ちなみに同作品もアカデミー作品賞を受賞している。その後もコンスタントにキャリアを積んでおり、映画・テレビシリーズへ数多く出演している。

### 私生活
1993年にクリント・イーストウッドとの間に娘フランセスカをもうけており、イーストウッド監督作品の『トゥルー・クライム』で娘と共演している。

## 主な出演作品

### 映画
| 公開年 | 邦題 原題                                                          | 役名                         | 備考                  |
| ------ | ------------------------------------------------------------------ | ---------------------------- | --------------------- |
| 1987   | タフガイは踊らない Tough Guys Don't Dance                          | ジェシカ・ポンド             |                       |
| 1987   | クロスカウンター/傷だらけのチャンピオン Heart                      | ジニー                       |                       |
| 1988   | テロリズムの夜/パティ・ハースト誘拐事 Patty Hearst                 | ヨランダ                     |                       |
| 1989   | ピンク・キャデラック Pink Cadillac                                 | ディナ                       |                       |
| 1990   | 悲しみよさようなら Welcome Home, Roxy Carmichael                   | ロシェル                     |                       |
| 1991   | L.A.ストーリー/恋が降る街 L.A. Story                               | ジューン                     |                       |
| 1992   | 許されざる者 Unforgiven                                            | ストロベリー・アリス         |                       |
| 1992   | ガンドッグ/復讐の導火線 Devlin                                     | メリエレン                   | テレビ映画            |
| 1993   | リサの犯罪 Praying Mantis                                          | ベティ                       | テレビ映画            |
| 1993   | ダリル・ハンナの ジャイアント・ウーマン Attack of the 50 Ft. Woman | セオドラ・クッシング         | テレビ映画            |
| 1995   | ヘンリエッタに降る星 The Stars Fell on Henrietta                   | コーラ・デイ                 |                       |
| 1996   | イヴの秘かな憂鬱 Female Perversions                                | アンヌツィアータ             |                       |
| 1996   | 素顔のままで Striptease                                            | ドナ・ガルシア               |                       |
| 1997   | ブレイクアウト Do Me a Favor                                       | 司書                         |                       |
| 1997   | Born to be ワイルド Wild America                                   | アグネス                     |                       |
| 1997   | タイタニック Titanic                                               | ルース・デウィット・ブカター |                       |
| 1999   | トゥルー・クライム True Crime                                      | セシリア・ナスバウム         |                       |
| 1999   | シザーズ・カップ The Big Tease                                     | キャンディ                   |                       |
| 2000   | オードリー・ヘプバーン物語 The Audrey Hepburn Story                | エラ・ファン・ヘームストラ   |                       |
| 2000   | 60セカンズ Gone in Sixty Seconds                                   | ジュニー                     |                       |
| 2003   | 砂と霧の家 House of Sand and Fog                                   | コニー・ウォルシュ           |                       |
| 2005   | ミセス・ハリスの犯罪 Mrs. Harris                                   | マージ                       | テレビ映画            |
| 2007   | キングダム/見えざる敵 The Kingdom                                  | エレイン・ファウラーズ       |                       |
| 2007   | 告発のとき In the Valley of Elah                                   | エヴィ                       |                       |
| 2011   | ザ・ルームメイト The Roommate                                      | アリソン・エヴァンズ         |                       |
| 2011   | リンカーン弁護士 The Lincoln Lawyer                                | メアリー・ウィンザー         |                       |
| 2012   | チョコレートドーナツ Any Day Now                                   | マイヤーソン判事             |                       |
| 2013   | ザ・ホスト 美しき侵略者 The Host                                   | マギー                       |                       |
| 2014   | サヨナラの代わりに You're Not You                                  | グウェン                     |                       |
| 2015   | 黄金のアデーレ 名画の帰還 Woman in Gold                            | バーバラ・シェーンベルク     |                       |
| 2020   | ホリデーオンリー: とりあえずボッチ回避法? Holidate                 | エレイン                     |                       |
| 2021   | AWAKE/アウェイク Awake                                             | ドリス                       | Netflixオリジナル映画 |
| 2023   | レプタイル -蜥蜴- Reptile                                          |                              | Netflixオリジナル映画 |
| TBA    | Rust                                                               |                              | 撮影中                |

### テレビシリーズ
| 放映年    | 邦題 原題                                                    | 役名                           | 備考         |
| --------- | ------------------------------------------------------------ | ------------------------------ | ------------ |
| 1976-1981 | The Edge of Night                                            | デボラ・サクソン               | 23エピソード |
| 1993      | ロー&オーダー Law & Order                                    | スーザン・ボイド               | 1エピソード  |
| 1995-1996 | Strange Luck                                                 | アンジー                       | 17エピソード |
| 2001      | X-ファイル X File                                            | リジー                         | 1エピソード  |
| 2002      | ルール4 Glory Days                                           | Mitzi Dolan                    | 9エピソード  |
| 2003      | 弁護士ジャック・ターナー The Lyon's Den                      | ブリット・ハンリー             | 5エピソード  |
| 2004      | ボストン・リーガル Boston Legal                              | キャリー                       | 1エピソード  |
| 2005      | ER緊急救命室 ER                                              | ヘレン・キングスリー           | 1エピソード  |
| 2005      | ミディアム 霊能者アリソン・デュボア Medium                   | アビガイル・マーシュ           | 1エピソード  |
| 2006      | グレイズ・アナトミー 恋の解剖学 Grey's Anatomy               | ベティ・ジョンソン             | 1エピソード  |
| 2007      | 女捜査官グレイス 〜天使の保護観察中 Saving Grace             | キャシー                       | 1エピソード  |
| 2008      | ホームタウン 〜僕らの再会〜 October Road                     | エレン・ダニエルズ             | 1エピソード  |
| 2008      | コールドケース 迷宮事件簿 Cold Case                          | レイチェル・ホワイト（2008年） | 1エピソード  |
| 2008      | ユーリカ 〜事件です!カーター保安官〜 Eureka                  | エヴァ・ソーン                 | 8エピソード  |
| 2008      | ザ・シールド ルール無用の警察バッジ The Shield               | リタ・デントン                 | 4エピソード  |
| 2009      | メンタリスト The Mentalist                                   | ヴィクトリア・アブナー         | 1エピソード  |
| 2010      | チャーリー・シーンのハーパー★ボーイズ Two and a Half Men     | プリシラ・ハニーカット         | 1エピソード  |
| 2010      | プライベート・プラクティス 迷えるオトナたち Private Practice | ルディ                         | 1エピソード  |
| 2010      | サンズ・オブ・アナーキー Sons of Anarchy                     | ハニー                         | 1エピソード  |
| 2011      | デイズ・オブ・アワ・ライブス Days of Our Lives               | グラディス・ピアース           | 2エピソード  |
| 2011      | トーチウッド 人類不滅の日 Torchwood                          | ザ・マザー                     | 2エピソード  |
| 2011      | CSI:科学捜査班 CSI: Crime Scene Investigation                | ジョアンナ                     | 1エピソード  |
| 2013      | TOUCH/タッチ Touch                                           | ニコル・ファリントン           | 5エピソード  |
| 2014      | よみがえり_〜レザレクション〜 Resurrection                   | ルーシー・ラングストン         | 8エピソード  |
| 2014      | キャッスル_〜ミステリー作家は事件がお好き CASTLE             | マティルダ・キング             | 1エピソード  |
| 2017      | FARGO/ファーゴ Fargo                                         | ヴィヴィアン・ロード           |              |

## 参照
1. ↑  “Frances Fisher Film Reference biography”.   Filmreference.com. 2010年4月30日閲覧。
2. ↑  museumofthegulfcoast.org Notable People – Frances Fisher